# Wolfpassing
Wolfpassing est une commune autrichienne du district de Scheibbs en Basse-Autriche.